# Supersilent

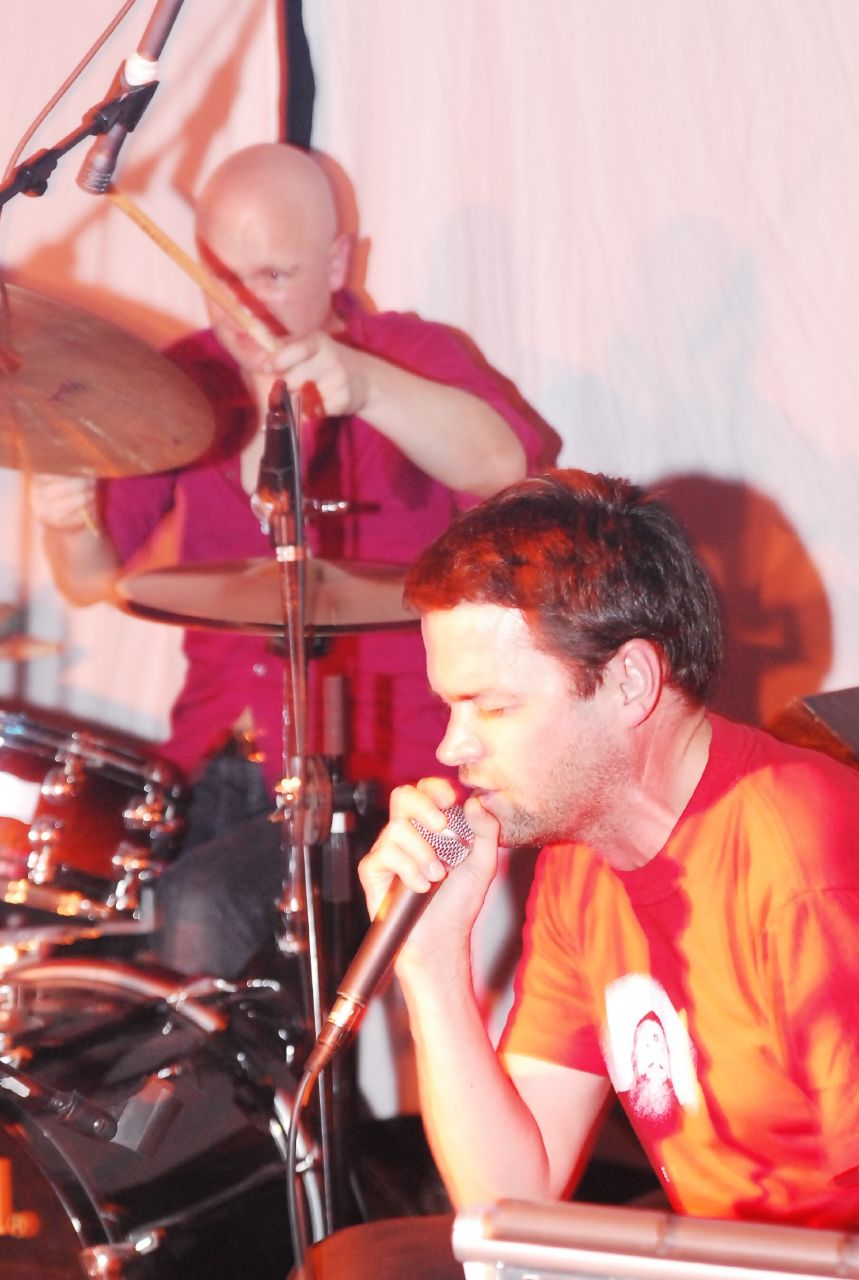
Jarle Vespestad et Arve Henriksen de Supersilent en 2007.

Supersilent est un groupe norvégien de musique free jazz/avant garde/électroaccoustique/expérimentale signés sur le label Rune Grammofon. Ils sont connus pour jouer exclusivement de la musique improvisée.

## Histoire
Supersilent s'est formé en 1997 au Nattjazz (en) de Bergen, lorsque le trio de free jazz Veslefrekk (Arve Henriksen à la trompette, Ståle Storløkken aux claviers, et Jarle Vespestad aux percussions) a joué un concert avec le producteur, artiste électronique live et « virus audio » autoproclamé Helge Sten (aussi connu sous le nom de Deathprod (en)). Ce concert les encouragea à enregistrer une compilation, en trois heures sur trois disques, d'une matière sonore abrasive, nommée simplement 1-3, qui constitua la toute première publication du label Rune Grammofon en 1997. Ils raffinèrent subtilement[réf. nécessaire] leur son dans leur sortie suivante, 4, qui fut publiée un an après, et en 2001, ils donnèrent 5, sélection de morceaux enregistrés en concert, qui réoriente leur style vers des textures opérant de lentes transformations et une ambiance presque planante. Leur enregistrement de 2003, 6, est leur album le plus accessible et le plus unanimement salué par la critique, avec des textures plus douces et mélodiques. Leur 7e sortie en 2005 est un DVD présentant Supersilent en concert : il est considéré par beaucoup d'amateurs comme leur chef-d'œuvre[réf. nécessaire]. 8 est sorti en 2007, suscitant également des réactions positives.
Au début de l'année 2009, Supersilent a annoncé que leur percussionniste Jarle Vespestad avait quitté le groupe pour explorer d'autres univers musicaux. Les trois membres restant ont continué à faire plusieurs sessions d'enregistrements pour produire de nouveaux sons ; leur 9e album est sorti le 5 octobre 2009.

## Formation

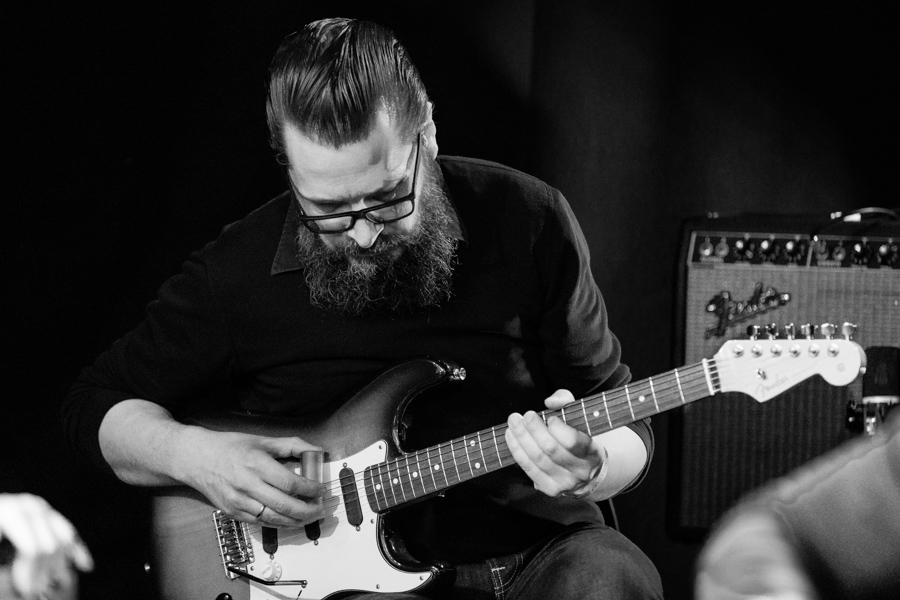
Helge Sten en 2019.

- Arve Henriksen - trompette, voix, percussions
- Helge Sten (Deathprod (en)) - musique électronique, synthétiseurs, guitare électrique
- Ståle Storløkken - synthétiseurs
- Jarle Vespestad (1997-2009) - percussions

## Discographie
- 1997 - "1-3" (Format: triple cd, Catalog#: RCD 2001) Réédité en octobre 2002
- 1998 - "4" (CD, RCD 2007)
- 2001 - "5" (CD, RCD 2018)
- 2003 - "6" (CD, RCD 2029 - 2xLP, RLP 3029) Vinyle en édition limitée à 1000 copies
- 2005 - "7" (DVD, RDV 2047) Enregistré en concert à Parkteateret, Oslo, 2004.08.16
- 2007 - "8" (CD, RCD 2067)
- 2009 - "9" (CD, RCD2092)
- 2010 - "10" - concert live (CD, RCD 2102 & LP, RLP 3102)
- 2010 - "11" (LP, RLP 3103)
- 2010 - "100" - disponible seulement dans le box set Twenty Centuries Of Stony Sleep
- 2014 - "12" (CD, RCD 2162)

Tous les titres sont sortis sur Rune Grammofon.